# Southwest City
Southwest City est une ville située dans le comté de McDonald, dans l’État du Missouri, aux États-Unis. Lors du recensement de 2010, sa population s’élevait à 937 habitants.

## Source
- (en) Cet article est partiellement ou en totalité issu de l’article de Wikipédia en anglais intitulé « Southwest City, Missouri » (voir la liste des auteurs).